# Apopterygion oculus
Apopterygion oculus es una especie de pez de la familia Tripterygiidae en el orden de los Perciformes.

## Morfología
• Los machos pueden llegar alcanzar los 6,3 cm de longitud total.

## Hábitat
Es un pez de mar y de clima templado y demersal que vive entre 14-186 m de profundidad.

## Distribución geográfica
Se encuentran en Nueva Zelanda.

## Observaciones
Es inofensivo para los humanos.